# إليسيترانت
إليسيترانت(Elacestrant )، الذي يباع تحت الإسم التجاري أورسيردو(Orserdu)، هو دواء يستخدم لعلاج سرطان الثدي.  على وجه التحديد في حالة المرض المتقدم الإيجابي لمستقبلات الإستروجين و السالب لمستقبلات HER2 و المتحور لمستقبلات ESR1 و الذي فشل في علاجه بطرق أخرى.  و يوصف للنساء بعد انقطاع الطمث أو للرجال.  يتم تناوله عن طريق الفم . 
تشمل الآثار الجانبية الشائعة لهذا العقار على:آلام العضلات و العظام، و الغثيان، و زيادة الكوليسترول، و ارتفاع إنزيمات الكبد، و زيادة الدهون الثلاثية، و التعب، و انخفاض الهيموجلوبين، و انخفاض الصوديوم، و مشاكل الكلى، و الإسهال، و الصداع، و الإمساك، و آلام البطن، و الهبات الساخنة، و اضطراب المعدة.  أما استخدامه أثناء فترة الحمل فقد يؤدي إلى الإضرار بالجنين.  قد يتفاعل مع الأدوية التي تؤثر على CYP3A4 .  و يعمل عن طريق منع عمل هرمون الاستروجين. 
تمت الموافقة عليه للاستخدام الطبي في الولايات المتحدة في عام 2023. و تبلغ تكلفته فيها حوالي 22500 دولار أمريكي شهريًا. 